# Tóth Gabriella (kézilabdázó)
Tóth Gabriella (Berettyóújfalu, 1996. szeptember 23. –) magyar kézilabdázó, a Mosonmagyaróvári KC játékosa. 2012-ben a Győri Audi ETO-val magyar bajnok. Utánpotláskorú játékosként Görbicz Anita egyik lehetséges utódjának tartották.

## Pályafutása

### Klubcsapatokban
12 éves koráig Komádiban élt. Berettyóújfaluban kezdett el kézilabdázni 10 éves korában.A Berettyó MSE csapatában Bencze Zoltán kezei alatt edződött. A Hajdú-Bihar megyei csapatában hatodikosként is már a góllövőlista élén állt. 12 évesen Róth Kálmán hívására Győrbe került. Az utánpótláscsapatok után a Győr tartalékcsapataiban kapott a felnőttek között játéklehetőséget, előbb a Veszprém Barabás KC-nál, majd a Mosonmagyaróvári KC-nál. 2012-ben megkapta az első Görbicz Anita-díjat.
A 2015–2016-os szezont már a Győri Audi ETO KC-nál kezdhette, de a bajnokság előtt az egyik edzésen elülső keresztszalag-szakadást szenvedett, emiatt fél évet kellett kihagynia, így lemaradt a decemberi világbajnokságról is. Felépülése a vártnál lassabban haladt, visszatérni csak áprilisban a bajnokság végére tudott, de akkor is csak néhány percet játszott a mérkőzéseken. A következő szezonban sem kapott lényegesen több játéklehetőséget, így nem került be a 2016-os Európa-bajnokságra utazó keretbe sem. 2016 decemberében újra megsérült, felépülése után márciustól pedig a szezon hátralévő részében kölcsönben a Kisvárdai KC-ban játszott.
A több játéklehetőség reményében a 2017 őszétől két szezonra az Érd NK-hoz került kölcsönbe. A 2019–2020-as idényben tizennyolc bajnoki mérkőzésen 96 gólt szerzett, és az Érd legeredményesebb játékosa volt. 2020 nyarától a Siófok KC játékosa lett. Kétéves szerződést írt alá a Balaton-parti együtteshez. Mindössze egy szezont töltött a csapatnál, majd visszatért Mosonmagyaróvárra.

### A válogatottban
17 évesen, 2014-ben került a magyar válogatott keretébe. Első válogatott mérkőzését 2014. március 30-án játszotta. A 2014-es Európa-bajnokságra Németh András szövetségi kapitány tartalékként nevezte, majd a középdöntőben pályára is lépett, ahol jelentős szerepe volt abban, hogy a Románia elleni mérkőzést megnyerte a magyar csapat. 2017-ben bekerült a világbajnokságra utazó válogatott keretbe, azonban a válogatott eredményei három mérkőzés után elmaradtak a várakozásoktól, emiatt Kim Rasmussen szövetségi kapitány Tóth helyére Szucsánszki Zitát cserélte be a csapatba. Tagja volt a 2019-es világbajnokságra utazó 18 fős keretnek.

## Sikerei

### Klub
- Bajnokság:
  - győztes (2012, 2016)
- Szuperkupa-győztes (2015)
- Bajnokok Ligája-győztes: 2017